# Phylactellipora punctigera
Phylactellipora punctigera is een mosdiertjessoort uit de familie van de Romancheinidae. De wetenschappelijke naam van de soort is voor het eerst geldig gepubliceerd in 1899 door Waters.